# Малоозерський
Малоозерський (рос. Малоозёрский) — селище у Добровському районі Липецької області Російської Федерації.
Населення становить 27 осіб. Належить до муніципального утворення Борисовська сільрада.

## Історія
З 13 червня 1934 до 26 вересня 1937 року у складі Воронезької області, у 1937-1954 роках — Рязанської області. Відтак входить до складу Липецької області.
Згідно із законом від 2 липня 2004 року №114-оз органом місцевого самоврядування є Борисовська сільрада.

## Населення
| 2010 |
| ---- |
| 27   |